# Juan de Mella
Juan de Mella   (Zamora, 1397 - Roma, 1467) fou un cardenal castellà, fill de Fernando de Mella i Catalina de Alfonso.

## Biografia
Va estudiar a la Universitat de Salamanca, llicenciant-se en teologia i dret canònic, assignatura que va impartir a la mateixa universitat.
El 12 d'abril de 1434 va ser nomenat bisbe de Lleó en substitució del bisbe Alfonso de Cusanca que havia estat traslladat a Osma; tanmateix, va renunciar a la nova seu, per la qual cosa el nomenament de De Mella no va tenir efecte. A la mort de Cusanca, va ser novament nomenat a Lleó, el 26 d'agost de 1437. Posteriorment va ser traslladat a la seu de Zamora el 6 d'abril de 1440.
Va participar en el concili de Florència i va ser membre de la comissió que va redactar la Laetentur coeli, la butlla d'unió de les esglésies llatina i grega, que va ser proclamada a la catedral de Florència el 6 de juliol de 1439.
Va ser nomenat cardenal prevere pel papa Calixt III al consistori del 17 de desembre de 1456 amb el títol de cardenal de Santa Prisca.
Va participar en el conclave de 1458, que va triar el papa Pius II i en el conclave de 1464, que va escollir el papa Pau II. El 20 de maig de 1465 fou traslladat a la seu de Sigüenza, ocupant-la fins a la seva mort.
Va morir a Roma, víctima de la pesta, el 12 d'octubre de 1467. Va ser enterrat a l'església de San Giacomo degli Spagnoli; més tard les seves cendres van ser traslladades a l'església de Santa Maria in Monserrato degli Spagnoli.